# Santos Iñurrieta
 (avril 2024).
La mise en forme du texte ne suit pas les recommandations de Wikipédia : il faut le « wikifier ».
Les points d'amélioration suivants sont les cas les plus fréquents. Le détail des points à revoir est peut-être précisé sur la page de discussion.
- Les titres sont pré-formatés par le logiciel. Ils ne sont ni en capitales, ni en gras.
- Le texte ne doit pas être écrit en capitales (les noms de famille non plus), ni en gras, ni en italique, ni en « petit »…
- Le gras n'est utilisé que pour surligner le titre de l'article dans l'introduction, une seule fois.
- L'italique est rarement utilisé : mots en langue étrangère, titres d'œuvres, noms de bateaux, etc.
- Les citations ne sont pas en italique mais en corps de texte normal. Elles sont entourées par des guillemets français : « et ».
- Les listes à puces sont à éviter, des paragraphes rédigés étant largement préférés. Les tableaux sont à réserver à la présentation de données structurées (résultats, etc.).
- Les appels de note de bas de page (petits chiffres en exposant, introduits par l'outil «  Source ») sont à placer entre la fin de phrase et le point final[comme ça].
- Les liens internes (vers d'autres articles de Wikipédia) sont à choisir avec parcimonie. Créez des liens vers des articles approfondissant le sujet. Les termes génériques sans rapport avec le sujet sont à éviter, ainsi que les répétitions de liens vers un même terme.
- Les liens externes sont à placer uniquement dans une section « Liens externes », à la fin de l'article. Ces liens sont à choisir avec parcimonie suivant les règles définies. Si un lien sert de source à l'article, son insertion dans le texte est à faire par les notes de bas de page.
- La présentation des références doit suivre les conventions bibliographiques. Il est recommandé d'utiliser les modèles {{Ouvrage}}, {{Chapitre}}, {{Article}}, {{Lien web}} et/ou {{Bibliographie}}. Le mode d'édition visuel peut mettre en forme automatiquement les références.
- Insérer une infobox (cadre d'informations à droite) n'est pas obligatoire pour parachever la mise en page.

Pour une aide détaillée, merci de consulter Aide:Wikification.
Si vous pensez que ces points ont été résolus, vous pouvez retirer ce bandeau et améliorer la mise en forme d'un autre article.
 (avril 2024).
Santos Iñurrieta de la Fuente (né le 8 juillet 1950 à Vitoria, Espagne - mort le 10 décembre 2023 à Mallorca, Espagne) est un peintre espagnol renommé pour son engagement social profond, qui s'est manifesté à travers son art. Iñurrieta a été une figure centrale dans le développement de la scène artistique et culturelle au Pays basque, particulièrement à Vitoria, pendant les dernières décennies du XXe et au début du  XXIe siècle.

## Biographie

### Formation et premières années
Santos Iñurrieta a été formé à l'École des Arts et Métiers de Vitoria entre 1964 et 1967. À la fin des années 1960 et au début des années 1970, il a participé avec l'activiste Javier Septién et des artistes de Vitoria tels que Gabriel González, Lourdes Lacalle, Xabi Montoia, Periko Gonzalo, Vicente Preciado, Enrique Santamaría, Ernesto Murillo et Jesús Verdasco au Groupe Klink, qui combinait militantisme anti-franquiste et agitation culturelle, offrant un espace collectif, ouvert, anarchique et fertile aux artistes locaux.

### Vie personnelle
À 20 ans, avec Pilar Martínez Ocasar (Bilbao, 6 décembre 1951 - San Sebastián, 26 mai 2019), il a eu son seul fils, Goar, qui s'est distingué comme guitariste pour des groupes tels que Cicatriz, Estopa, Nacha Pop, Bizcar Hezurra et Sorry Mamma.

### Carrière artistique
En 1972, il commence à recevoir le patronage de l'entité qui deviendrait la Fundación Faustino Orbegozo Elzaguirre, principal promoteur de l'abstraction dans l'art basque. Avec la fondation déjà établie, Iñurrieta a participé avec Juan Mieg, Carmelo Ortiz de Elgea, José Luis Zumeta et d'autres, à l'influente Erakusketa – exposition itinérante qui a présenté l'art basque dans tout l'État, de 1978 à 1980.

### Activisme et conscience sociale
La conscience sociale de Iñurrieta était présente dans son œuvre dès le début, et surtout après les tragiques Événements de Vitoria : le 3 mars 1976, cinq travailleurs ont été assassinés et cent cinquante personnes blessées lors de la répression d'une grève.
Iñurrieta a été très actif dans la création de tissu culturel à Vitoria. Il a été impliqué dans la genèse de “Txo”, l'une des premières peñas – aussi connues sous le nom de “blusas” - qui, après la mort de Franco, ont envahi les rues de Vitoria pendant les festivités, se manifestant de manière critique et satirique avec des pancartes qu'il dessinait. Il a conçu des pochettes d'albums pour des groupes locaux tels que Hertzainak et des affiches comme celle de la 11ème édition du Festival International de Jazz de Vitoria (1987). Il a soutenu des musiciens, artistes, dessinateurs, acteurs et réalisateurs de cinéma; favorisant dans sa maison et son atelier un milieu interdisciplinaire et contestataire.

### Voyages et influences
En 1980, lors d'un voyage à Katmandou (Népal), il a été profondément influencé par le bouddhisme et le tantra, une vision de la vie qu'il n'a jamais cessé d'explorer par la suite.
En 1983, il s'est installé pour un an à Lanzarote, se consacrant exclusivement à la peinture, installé dans une vieille maison abandonnée qui est devenue un lieu de rencontre pour les jeunes artistes et penseurs de divers horizons.
Là, sa peinture a abandonné l'abstraction volumétrique qui le caractérisait et s'est transformée en une œuvre argumentative, ironique, référentielle, symboliste, acerbe et colorée qu'il a cultivée pour le reste de sa vie artistique.

### Vie à Majorque
En 1992, il rencontre Joana Nicolau Durán de Majorque, qui sera sa partenaire jusqu'à sa mort, et déménage à Majorque.
Sur l'île, son œuvre s'épanouit : la sérénité, la luminosité et la tranquillité de l'île trouvent leur place dans l'imaginaire de plus en plus baroque et impitoyable de Iñurrieta.
Au cours de ces années, il expose à Paris, Anvers, Barcelone, Valence, Lugo, Castellón et plus régulièrement au Pays basque — auquel il reste très attaché — et à Majorque.
Son œuvre se diversifie : un divertissement sont les kajikas sous forme de vignettes, jouant avec des éléments recyclés dans de petits formats, il réfléchit philosophiquement, ironiquement ou ésotériquement sur la vie dans de nombreux cahiers et lit avec avidité. En 2010, il crée sur les réseaux sociaux son alter ego Lui Diezbysi, actif principalement sur Facebook, où il offre des dessins et des vignettes satiriques sur l'actualité du moment et la vie moderne.

### Dernières années et héritage
Souffrant dès son jeune âge d'une douloureuse déformation de la colonne vertébrale, au cours des dix dernières années, sa santé s'est détériorée et son activité s'est traduite par un travail intensif dans son atelier à Majorque. En 2017, le Musée d'Art Contemporain du Pays basque, Artium, a monté une grande exposition où ont été présentées les œuvres de grand format : 23 œuvres de 190x390cm, 21 œuvres de 200x200cm. En 2018, il a eu ses deux dernières expositions à Vitoria, à Zuloa Irudia, et dans l'espace Zas. En 2019, il a fait son dernier voyage à Vitoria.
En avril 2023, un cancer lui a été diagnostiqué, ce qui a été la cause de sa mort. Entre avril et décembre 2023, il a publié un livre de bande dessinée, deux dossiers de sérigraphies, terminé deux tableaux de grand format et peint de petites aquarelles.
Les adversités n'ont pas diminué son engagement : il a tenu le pinceau, puis le marqueur et enfin le crayon, tant qu'il lui restait un souffle d'énergie.
Deux mois après sa mort, l'espace Zas et Zuloa Irudia ont rendu hommage en invitant des artistes à créer des œuvres dédiées à Santos Iñurrieta, et d'autre part des amis à contribuer avec des œuvres de l'artiste.
Santiago Arcediano décrit parfaitement le personnage dans l'article du Correo du 28 février 2023.

## Œuvre
L'œuvre de Santos Iñurrieta a évolué depuis ses débuts en alternant figuration et abstraction. Orientée dans les premières années vers le développement spatial de volumes formels, compacts et solides, avec des éléments anthropomorphiques ou des organismes imaginaires pétrifiés enchaînés dans leur environnement spatial, dans les années 70, sa peinture avait un certain gigantisme épique. Ses deux veines caractéristiques étaient une profonde préoccupation sociale et une évidente filiation basque, en solidarité avec son peuple. En général, il suit fidèlement le besoin de communiquer de l'intérieur tout ce qu'il souhaite expliquer sur des situations largement collectives. Peu à peu, la couleur s'accentue délicatement comme le fruit d'un travail minutieux et médité. La peinture de Santos parcourt rapidement un trajet allant du sentimental immédiat à l'intellectuel. Du explicite et direct au symbolique. 
Le choc des plans entrecoupés, les expansions de couleurs contenues dans sa phase la plus abstraite n'avaient pas assez de force et Santos a changé de stratégie dans les années 80. Il était essentiel que les événements qui se déroulaient dans ses tableaux aient des protagonistes réels et ce sont des visages durs qui ont émergé en premier. La narration directe a gagné du terrain sur le purement symbolique,.
Après son année à Lanzarote en 1983, il commence à créer un type d'œuvre très argumentative, très ironique, surréaliste, symboliste et mordante. Des êtres anthropomorphiques et zoomorphiques avec des références constantes à l'ésotérisme, la kabbale et le tarot, à une imagerie fantastique, à l'érotisme… En somme, une critique tranchante de nombreux aspects de la société contemporaine, avec une charge ironique profonde soulignée par les titres extravagants et descriptifs qu'il donne à ses tableaux, un petit sous-genre dans son œuvre.

En 1992, Santos déménage à Majorque et nous montre les récits d'une quotidienneté désordonnée par l'imagination. Ses tableaux sont une fête visuelle, il veut raconter des histoires en les introduisant dans d'autres histoires. Il y a des références constantes au monde de l'art d'hier et d'aujourd'hui. Ce sont des actes d'hommage admiratif plutôt que des actions plagiaires, Picasso, Matisse, Gris, Hockney parmi beaucoup d'autres. Il aspire à continuer à peindre avec une totale liberté et cette liberté comprend des visites aux icônes de la peinture moderne. Il applique plutôt la méthode surréaliste, décentrée, d'entrelacement de récits.
L'intention critique lui sert à articuler la dislocation des figures et les doubles lectures pour amener l'image à un point de fluidité capable de générer un récit ouvert.
La peinture de Iñurrieta est comme une forme de sourire, comme un exercice de bonheur d'exprimer.
Iñurrieta refuse tout mouvement et ne prétend être que dans l'endroit où il vit, produire des tableaux dans son espace immobile, sans tension, sans anxiété : il travaille comme qui respire.
Il est conscient que la stupidité du monde ne se règle pas avec des tableaux qui dénoncent la stupidité.
“J'ai toujours aimé la lumière, le silence, les bruits étranges et ce que les paysages et la nature apportent. Le sens des relations humaines, avec ses grands mensonges et complexités, la perte de plus en plus grande d'humanité, provoque une fatigue qui vous ferme la communication extérieure et vous mettez de nombreuses parties de votre dialogue dans votre travail. Vous cherchez toujours de nouveaux chemins, voulant trouver la vérité et le sens des choses”

## Prix
- 1973 : Prix Banco de Vizcaya au VIe Grand Prix de Peinture Basque, San Sebastián[10].
- 1978 : Bourse Fundación Faustino Orbegozo[11].
- 1982 : Deuxième prix à Gure Artea, organisé par le Gouvernement Basque, Bilbao.
- 1985 : Mention honorable avec le sculpteur Ibáñez de Matauko au concours Gure Artea du Gouvernement Basque, dans la catégorie Manos Unidas.

## Publications
- 1972 : Javier Serrano, "Santos Iñurrieta", Catalogue, Galería Mikeldi, Bilbao.
- 1972 : "Exposition d'art basque", Catalogue, Baracaldo.
- 1973 : Javier Serrano, "Santos Iñurrieta", Catalogue, Galería Mikeldi, Bilbao.
- 1974 : Javier Serrano, "Un sculpteur et quatre peintres alavais", CAM de Pamplona.
- 1974 : Javier Serrano et Santiago Viar, Galería El Pez, San Sebastián, Catalogue.
- 1976 : "Artexpo", Salon d'art d'avant-garde, Foire de Barcelona.
- 1977 : Javier Viar, "Le Scénario Surréaliste", Galería B, San Sebastián, Catalogue.
- 1978 : "Euskal artea/Art basque", Caja Laboral Euskadiko Kutxa, Catalogue.
- 1978 : "Euskal poetak eta artistak", Gipuzkoako Aurrezki Kutxa.
- 1979 : Julio Caro Baroja, "Sur le concept d'art Basque".
- 1979 : Javier Viar, "Trois générations de l'art basque d'après-guerre".
- 1979 : Santiago Amón, "Notes pour une approche d'Erakusketa", Catalogue, Fundación Faustino Orbegozo, Palacio de Velázquez, Madrid.
- 1980 : "Catalogue d'art moderne et contemporain", Musée des Beaux-Arts de Bilbao.
- 1980 : Javier Serrano, "Santos Iñurrieta-Carmelo Ortiz de Elguea", Catalogue, Sala de Arte Castel Ruiz, Caja de Ahorros de Navarra, Tudela.
- 1981 : "Arteder", Foire d'Art Contemporain de Bilbao.
- 1982 : "Artistes basques entre le réalisme et la figuration 1970-1982", Catalogue, Musée Municipal de Madrid.
- 1986 : "Artistes Basques Pro campagne contre la faim", Manos Unidas.
- 1987 : "Rencontres de peinture et sculpture", 3 Taller Lantokia, Mairie de Vitoria.
- 1990 : "Revista Basque Enterprise", n° 7.
- 1990 : Laureano Goñi, "Santos Iñurrieta. Peintures", Musée d'Art et d'Histoire de Durango.
- 1990 : "Santos Iñurrieta, Carmelo Ortiz de Elguea, Juan Mieg", Catalogue, Musée de San Telmo.
- 1991 : Florencio Martínez Aguinagalde, "Santos Iñurrieta", Art International Gallery.
- 1996 : "Revista Euskal Margolariak. Peintres Basques", n° 6.
- 1997 : "Revista Euskal Margolariak. Peintres Basques", n° 7.
- 1996 : Santiago Arcediano Salazar, "Histoire de la salle San Prudencio".
- 1996 : José Luis Merino, Catalogue, Ciudadela de Pamplona.
- 1997 : "Erakusketa", Fundación Faustino Orbegozo, Fundació Joan Miró, Barcelona.
- 1997 : "Interart", Salon International d'art, Catalogue officiel.
- 1997 : "Kulturgintza 1971-1996", 25e anniversaire de Windsor Kulturgintza, Députation Forale de Bizkaia.
- 1997 : "Collection Publique", Musée Gustavo de Maeztu, Visions d'art contemporain navarrais et basque au Musée des Beaux-Arts d'Álava.
- 1997 : José Luis Merino, "Santos Iñurrieta 1995-1997", Catalogue, Arte Xerea.
- 1998 : "Athletic Club de Bilbao 1898-1998. Art dans la Cathédrale".
- 1998 : "MAC", Salon International d'Art Contemporain, Marbella.
- 1999 : "Catalogue d'expositions 1999", Sala de Ajuria Aretoa.
- 2000 : "Regard Rétrospectif", La décennie des années 80 au Musée des Beaux-Arts d'Álava.
- 2000 : Santos Iñurrieta, "L'Île", Catalogue, Galería Clérigos, Lugo.
- 2001 : "ArteGaleria La Brocha", Exposition collective, Catalogue.
- 2002 : Galería Epelde Mardaras, "Kajitas", Catalogue.
- 2005 : "70 Artistes", José Luis Merino.
- 2006 : "Aralarte 2006. Sous l'aile de Mailopea".
- 2007 : "Art Oinez 07", Fundación CAN.
- 2007 : "Revista Celedón", n° 88, 50e Anniversaire.
- 2017 : "Que vous passiez un bon moment", Catalogue, Musée Artium, Álava.
- 2018 : "Suite Menut", Zuloa Irudia, Catalogue, Vitoria[12].
- 2022 : "Villa Magedonov", Majorque.

## Expositions
- 1970 : Exposition individuelle aux Salons de Culture de la Caja de Ahorros Provincial de Vitoria.
- 1971 : Collective "Peintres basques actuels" à la Tour Luzea, Zarauz[13].
- 1972 : Exposition individuelle aux salons de culture de Vitoria, à la galería Mikeldi de Bilbao et aux Salles Municipales de Culture de Durango. Participation à l'"Exposition d'art basque" à la mairie de Baracaldo[14].
- 1973 : Exposition individuelle à la Caja de Ahorros de Pamplona[15]. Exposition individuelle aux Salons Luis de Ajuria, Vitoria[16]. Exposition individuelle à la Galería Mikeldi, Bilbao[17]. Participation à la collective "J.M. Barandiarán Gorazarre-Hommage au Père Don José Miguel Barandiarán", à Ataún, Guipúzcoa.
- 1974 : Exposition individuelle à la Galerie Pez, San Sebastián[18]. Collective "Un sculpteur et quatre peintres Alavais" au Musée de San Telmo, San Sebastián et dans les Pavillons d'Art Ciudadela de la caisse d'épargne de Pamplona[19].
- 1975 : Collective d'artistes alavais à la salle Luis de Ajuria, Vitoria. Exposition individuelle à la Galerie Eder Art[20].
- 1976 : Exposition individuelle à la Galerie Luzaro, Bilbao. Collective "Objets" à la Galerie Luzaro, Bilbao.
- 1977 : Exposition individuelle à la Galerie B, San Sebastián[21].
- 1978 : Collective "Euskal Artea 78-Art Basque 78" à l'aula de culture de la caixa d'épargne municipal de Bilbao.
- 1979 : Collective "Erakusketa 79" au Palais de Velázquez, Madrid[22].
- 1980 : Exposition avec Carmelo Ortiz de Elguea à la Sala Castel-Ruiz de Tudela. Collective "Erakusketa 79" à la Fundación Miró de Barcelona.
- 1981 : "Art Eder 81", Foire d'Art Contemporain de Bilbao. Exposition individuelle à la Galerie Ederti, Bilbao.
- 1982 : Collective aux Salles de l'Hôtel de ville de Madrid "Artistes basques entre le réalisme et la figuration 1970-1982".
- 1983 : Exposition individuelle à la Galerie El Almacén, Arrecife, Lanzarote.
- 1984 : Exposition individuelle à la Galerie Windsor, Bilbao. Exposition individuelle à la Caja de Ahorros de Vitoria[23].
- 1986 : Exposition à la Sala Tórculo, Burgos. Exposition à Manos Unidas, Vitoria. Exposition au Restaurant Lipari, Vitoria.
- 1987 : Exposition "Gernika 37-87" à Gernika. Exposition individuelle à la Caja de Ahorros Provincial de Vitoria[24].
- 1988 : Exposition de sérigraphies à la Fundación Caja Provincial. Exposition et réalisation d'une murale à la Sala San Prudencio, en hommage à Jorge Oteiza. Réalisation d'une murale pour l'Hôtel Gasteiz de Vitoria.
- 1989 : Collective "Artistes Basques" à la salle d'épargne de Bilbao. Exposition à Orma, Sala Amárica. Réalisation d'une murale pour le bâtiment des Tribunaux Basques. Exposition individuelle "Œuvre graphique" à la Sala Dendaraba.
- 1990 : Exposition individuelle au Musée d'Art et d'Histoire de Durango[25]. Exposition individuelle à la Galerie Pintzel de Pamplona. Exposition individuelle à la Sala San Prudencio, Vitoria[26].
- 1991 : Exposition individuelle à "Art International Gallery", Bilbao[27]. Participation à la Biennale de Cuba, La Havane[28]. Exposition individuelle à la Galerie Art Xerea, Valence.
- 1992 : Participation à ARCO, Madrid avec la Galerie Art Xerea. Exposition individuelle à la Sala Olaguibel, Vitoria. Exposition individuelle à la Sala S´agrícola, Manacor, Majorque.
- 1993 : Exposition individuelle à la Galerie Lourdes Ugarabe, Vitoria. Exposition individuelle à la Galerie De Griffioen, Anvers[29]. Exposition individuelle à la Galerie Art Xerea, Valence.
- 1994 : Participation à Interart avec la Galerie Art Xerea.
- 1996 : Exposition individuelle à la Tour de ses Puntes, Manacor, Majorque[30]. Exposition au Pavillon des mixtes, La Ciudadela, Pamplona[31].
- 1997 : Exposition individuelle à la Galerie Berta Belaza, Bilbao[32]. Participation à Artexpo Toulouse et Interart, Valence. Exposition individuelle à Art Xerea, Valence[33].
- 1998 : Participation à Artexpo, Barcelone[34]. Participation à la Foire Marbella MAC, Interart.
- 1999 : Exposition individuelle à la Sala Luis de Ajuria, Vitoria.
- 2000 : Exposition individuelle à la Galerie La Brocha, Bilbao[35]. Exposition individuelle "L'Île" à la Galerie Clérigos, Lugo[36]. Exposition solidaire avec les réprimés[37]. Exposition individuelle à la Galerie Xerea, Valence.
- 2001 : Participation à la collective Uribitarte, Bilbao[38].
- 2002 : Exposition individuelle "Kajikas" à Zuloa Irudia, Vitoria[39]. Exposition individuelle à Epelde Mardaras[40].
- 2005 : Exposition individuelle à Zuloa Irudia[41]. Exposition individuelle à Camí del Mar galerie, Manacor.
- 2007 : Exposition à la Galerie Byzance avec le sculpteur Serge Van de Put, Paris.
- 2008 : Participation à la collective de la Fundación Caja Vital[42].
- 2017 : Exposition individuelle "Que vous passiez un bon moment" au Musée Artium, Vitoria[43].
- 2018: Espace Zuloa “Suite Menut” Santos Iñurrieta, Patxi Aldunate, Benito Herreruela [44]

## Œuvre dans les musées et collections
L'œuvre de Santos Iñurrieta de la Fuente est présente dans diverses collections et musées importants, ce qui reflète l'importance et la reconnaissance de son travail dans le domaine artistique. Parmi eux, on trouve :
- Musée des Beaux-Arts de Bilbao, qui possède une importante collection d'art basque et espagnol, incluant des œuvres d'Iñurrieta[45].
- Musée d'Art Abstrait Espagnol, situé à Cuenca, reconnu pour sa vaste collection d'art abstrait espagnol, où sont incluses des pièces d'Iñurrieta.
- Musée Provincial d'Álava, à Vitoria, qui dispose d'une large gamme d'œuvres représentant le patrimoine artistique de la région, y compris celles d'Iñurrieta.
- Musée San Telmo, à San Sebastián, qui détient une riche collection d'art et de culture basque, parmi laquelle se trouvent des travaux d'Iñurrieta.
- La collection de la Banque de Bilbao, qui comprend des œuvres d'art de divers artistes, dont Iñurrieta[46].
- La collection de la Banque de Vizcaya, connue pour son engagement envers la culture et l'art, comprend des œuvres d'Iñurrieta[46].
- Bankunión, qui a inclus dans sa collection d'art des œuvres d'Iñurrieta, reflétant l'intérêt des institutions financières pour l'art contemporain.
- Caja Laboral, connue pour son soutien à la culture et à l'art basque, où sont incluses des œuvres d'Iñurrieta dans sa collection.

Ces collections et expositions permanentes dans les musées soulignent la pertinence d'Iñurrieta dans le paysage artistique et sa contribution à la culture.